# شهرستان اسکاتلند (کارولینای شمالی)
شهرستان اسکاتلند، کارولینای شمالی (به انگلیسی: Scotland County, North Carolina) یک سکونتگاه مسکونی در ایالات متحده آمریکا است که در کارولینای شمالی واقع شده‌است.

## خصوصیات
شهرستان اسکاتلند ۸۳۱٫۳۹ کیلومترمربع مساحت دارد.